# اثر تلسکوپی
اثر تلسکوپی (انگلیسی: Telescoping effect) در روان‌شناسی شناختی، اثر تلسکوپی (یا سوگیری تلسکوپی) به جابجایی زمانی یک رویداد اشاره دارد که به موجب آن افراد رویدادهای اخیر را دورتر از آنچه هستند و رویدادهای دور را جدیدتر از آنچه هستند درک می‌کنند. اولی به عنوان تلسکوپ به عقب یا بسط زمان و دومی به عنوان تلسکوپ رو به جلو شناخته می‌شود.